# 田浦正人
田浦 正人（たうら まさと、1961年〈昭和36年〉12月2日 - ）は、日本の長崎県出身の陸上自衛官。1佐までの職種は機甲科。米国ケンタッキー州・陸軍機甲学校及び同国海兵隊指揮幕僚課程修了。最終自衛隊歴は第37代北部方面総監。北部方面総監時代の要望事項は「よく考えて、前へ！」。

## 略歴
- 1984年（昭和59年）3月：防衛大学校本科第28期卒業。

※同期に元陸上幕僚長の湯浅悟郎、宮城県知事の村井嘉浩がいる。
- 1995年（平成07年）1月：3等陸佐
- 1998年（平成10年）7月：2等陸佐
- 2002年（平成14年）12月2日：第3戦車大隊長 兼今津駐屯地司令
- 2003年（平成15年）1月1日：1等陸佐に昇任
- 2004年（平成16年）6月：第2次イラク復興業務支援隊長
- 2007年（平成19年）4月1日：第72戦車連隊長
- 2008年（平成20年）8月1日：陸上幕僚監部運用支援・情報部運用支援課長
- 2009年（平成21年）
  - 7月21日：陸将補に昇任（防大28期一選抜）
  - 12月7日：中央即応集団副司令官（国際担当）[2]
- 2011年（平成23年）
  - 3月：福島第一原子力発電所事故対処現地調整所長
  - 8月5日：第34代 陸上自衛隊幹部候補生学校長 兼前川原駐屯地司令
- 2013年（平成25年）12月18日：北部方面総監部幕僚長 兼札幌駐屯地司令
- 2015年（平成27年）8月4日：陸将昇任、第7師団長
- 2017年（平成29年）8月8日：第37代 北部方面総監
- 2019年（令和元年）
  - 8月23日：退官[3]
  - 12月16日：株式会社神戸製鋼所顧問

## 著作
- 『よく考えて、前へ！　：方面隊運用と福島原発対処　　戦闘組織に学ぶ』（〈Kindle版（電子書籍）〉、2021年8月）

- 『イラク派遣隊長が語る　：ロケット弾が降り注ぐ復興支援　　戦闘組織に学ぶ』（〈Kindle版（電子書籍）〉、2021年10月）

- 『生粋の戦車乗り（タンキスト）が切り開いた未来　：１６ＭＣＶ　　戦闘組織に学ぶ』（〈Kindle版（電子書籍）〉、2021年11月）

## 番組出演
ドキュメンタリー番組
- NHKスペシャル 平成史スクープドキュメント 第7回 自衛隊 変貌の30年 ～幹部たちの告白～（2019年4月20日、NHK）
- BS1スペシャル「自衛隊が体験した“軍事のリアル”～密着世界最大級の軍事演習場」（2020年3月28日、NHK BS1）
- NNNドキュメント「１Ｆリアル　　あの日、福島第一原発は・・・」（2022年1月9日24:55、日本テレビ）